# Hübner-udvar
Az Andrássy út 92–94. (Kodály körönd 4.) számú épületet Bukovics Gyula tervezte 1883–1884-ben a Hübner Nándor vezette Hübner-cég részére. A házat a Hübner építési vállalkozás építette fel, Hübner Nándor a négy köröndi ház tulajdonosa lett. 

## Története
Hübner után Fontány Béla földbirtokos lett az új tulajdonos egészen az államosításig. 1944-ben bombatalálat érte, aminek következtében az épület Szinyei Merse Pál utca felé eső két tornya megsemmisült, az épület hátsó traktusának egy része is megsemmisült. 1945-ben az I. emeleti tulajdonosi lakás egy orosz tábornok főhadiszállása lett. 1956-tól a Hazafias Népfront VI. kerületi bizottsága működött a lakásban.  A rendszerváltást követően a Magyar Állam a ház tulajdonjogát Terézváros Önkormányzatának adta át. Az Önkormányzat a házat társasházzá alakította át, majd eladta az egyes lakásokat a lakások bérlőinek.

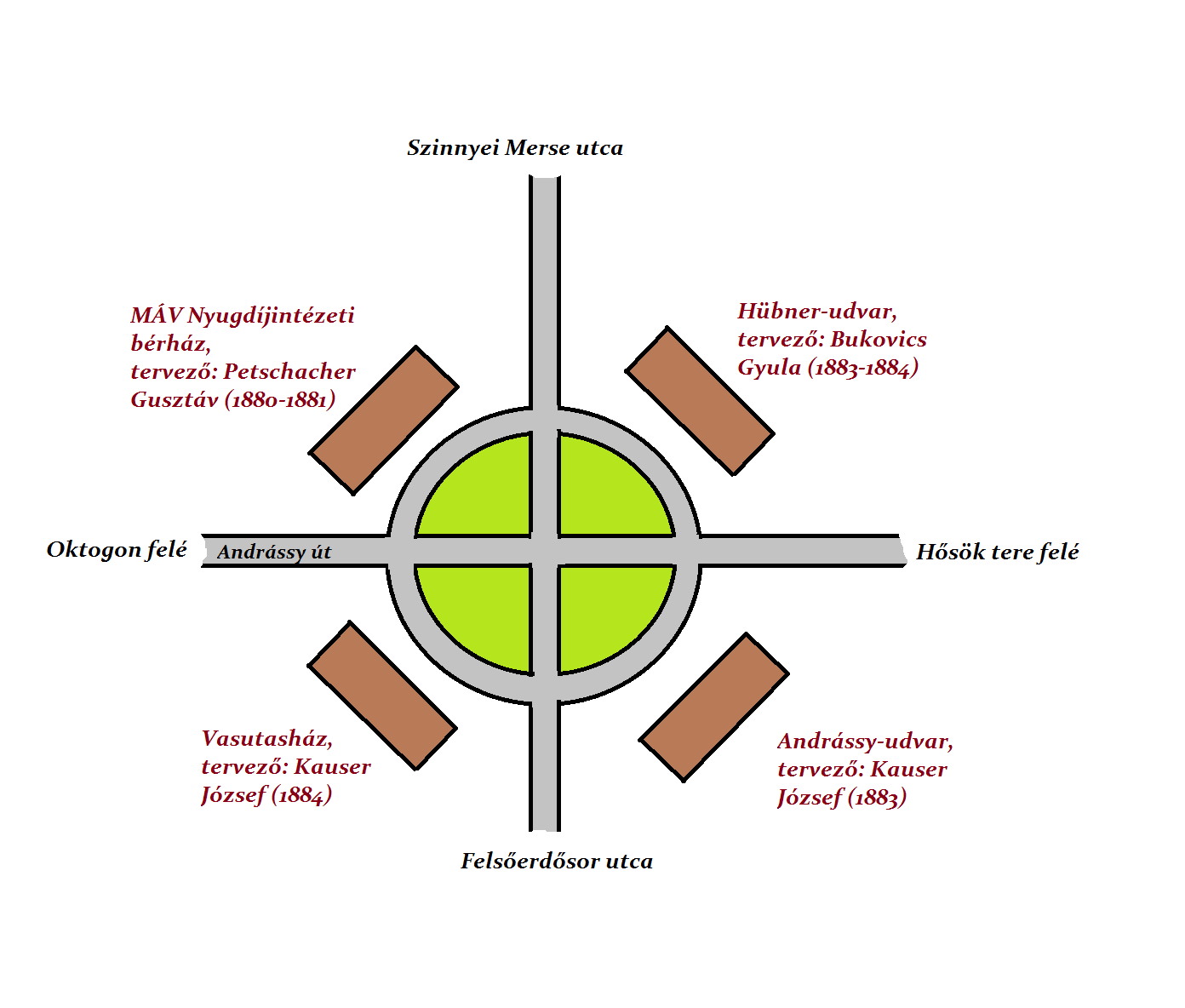
A budapesti Kodály körönd épületeinek térképe